# Autour de Mayr
Tachyspiza princeps
Espèce
Statut de conservation UICN

 VU C2a(ii) : Vulnérable
Statut CITES
L'Autour de Mayr (Tachyspiza princeps) est une espèce d'oiseaux du genre Accipiter et de la famille des Accipitridae de grande taille par rapport aux autres membres du genre Accipiter. Il s'agit d'une espèce endémique de l'île de Nouvelle-Bretagne en Papouasie-Nouvelle-Guinée dans la mer de Bismarck à l'est de l'Île de Nouvelle-Guinée. Il s'agit d'une espèce rare et difficile à observer. Elle est classée par l'Union internationale pour la conservation de la nature comme étant vulnérable. En 2024, il est vu et photographié pour la première fois depuis les années 1960.

## Description
L'autour de Mayr est un grand Accipiter, d'une longueur d'entre 38 et 45 cm ce qui est plus grand que l'épervier de Nouvelle-Bretagne ou l'autour bleu et gris, mais assez semblable à l'autour à manteau noir qui lui est originaire de l'île de Nouvelle-Guinée,. L'envergure est de 75 à 86 cm, ce qui est bien plus grand que les autres Accipiter endémiques de Nouvelle-Bretagne ou même l'autour à ventre blanc de Nouvelle-Calédonie,,. Il a une queue relativement longue mais légèrement plus petite que l'autour de Bürgers. Les mâles font en moyenne 72% de la taille des femelles,. Les mains sont courtes et ont des bouts arrondis, le bec est fort,. Les mâles ont le dessus gris ardoisé comme les côtés de la tête, le cou est plus pâle mais pas en totalité comme l'autour à tête grise,. La calotte, les ailes et la queue sont d'un gris plus sombre,. Le dessous est blanc et part vers de gris sur les côtés de la poitrine,. Les yeux sont orange, la cire rouge orangé et les pattes jaune orangé,. La base des rémiges est blanche ou finement mouchetée et barrée de gris, l'extrémité des rémiges est noirâtre,. Les femelles sont très semblables au mâle, mais leur taille est plus imposante, les axillaires peuvent être plus mouchetés que chez les mâles,.

## Répartition et habitat
Cette espèce est endémique de Nouvelle-Bretagne en Papouasie-Nouvelle-Guinée ou elle vit dans les forêts de montagne entre 200 et 1600 mètres d'altitude en moyenne,. On sait peu de chose sur cette espèce, 5 individus ont été observés en tout,,. De juillet 1969 à mars 2024 aucun spécimen n'avait été observé, jusqu'à qu'une mission du WWF retrouve un individu et photographie pour la première fois cette espèce,. L'individu a été comparé au dernier individu vu en juillet 1969 qui avait été capturé et naturalisé pour le musée américain d'histoire naturelle à New York,,. La population est estimée entre 2500 et 10 000 individus, ce qui est plus que l'épervier de Nouvelle-Bretagne,. La majorité de la population devrait vivre à l'est de l'île de Nouvelle-Bretagne près des monts Baining, Timiop et Talawe, ou avait été vu pour la dernière fois cette espèce et ou elle fut retrouvée en mars 2024,,,.